# Steve Allen
Stephen Valentine Patrick William "Steve" Allen (26. december 1921 i New York – 30. oktober 2000 i Encino, Californien) var en amerikansk tv-personlighed, radiopersonlighed, musiker, komponist, skuespiller, komiker og forfatter. I 1954 opnåede han national berømmelse som medskaber og første vært for 'The Tonight Show, som var det første tv-talkshow sent om aftenen.
Selvom han fik sin start i radio, er Allen bedst kendt for sin omfattende netværks-tv-karriere. Han fik national opmærksomhed som gæstevært på Arthur Godfreys talentspejdere. Efter at han var vært for The Tonight Show, fortsatte han med at være vært for adskillige spil og varietéshows, inklusiv hans eget The Steve Allen Show, I've Got a Secret og The New Steve Allen Show. Han var fast panelmedlem på CBS What's My Line? og fra 1977 til 1981 skrev, producerede og var vært for det prisvindende public broadcast-show Meeting of Minds, en række historiske dramaer præsenteret i taleformat.
Allen var en pianist og en produktiv komponist. Efter egen beregning skrev han mere end 8.500 sange, hvoraf nogle blev indspillet af adskillige førende sangere. Allen arbejdede som tekstforfatter og vandt 1964 Grammy Award for bedste originale jazzkomposition for "Gravy Waltz", som han skrev teksterne til. Han skrev også mere end 50 bøger, herunder romaner, børnebøger og meningsbøger, inklusive hans sidste bog, Vulgarians at the Gate: Trash TV and Raunch Radio (2001).
I 1996 blev Allen overrakt Martin Gardner Lifetime Achievement Award fra Committee for Skeptical Inquiry (CSICOP).  Han har to stjerner på Hollywood Walk of Fame og et Hollywood-teater navngivet til hans ære. 